# Onsdorf
Onsdorf is een plaats in de Duitse deelstaat Rijnland-Palts, en maakt deel uit van de Landkreis Trier-Saarburg.
Onsdorf telt 155 inwoners.

## Bestuur
De plaats is een Ortsgemeinde en maakt deel uit van de Verbandsgemeinde Konz.